# Отаке

34°51′28″ пн. ш. 133°1′0″ сх. д. / 34.85778° пн. ш. 133.01667° сх. д.
О́таке (яп. 大竹市, おおたけし, МФА: [oːtake ɕi̥]) — місто в Японії, в префектурі Хіросіма.

## Короткі відомості

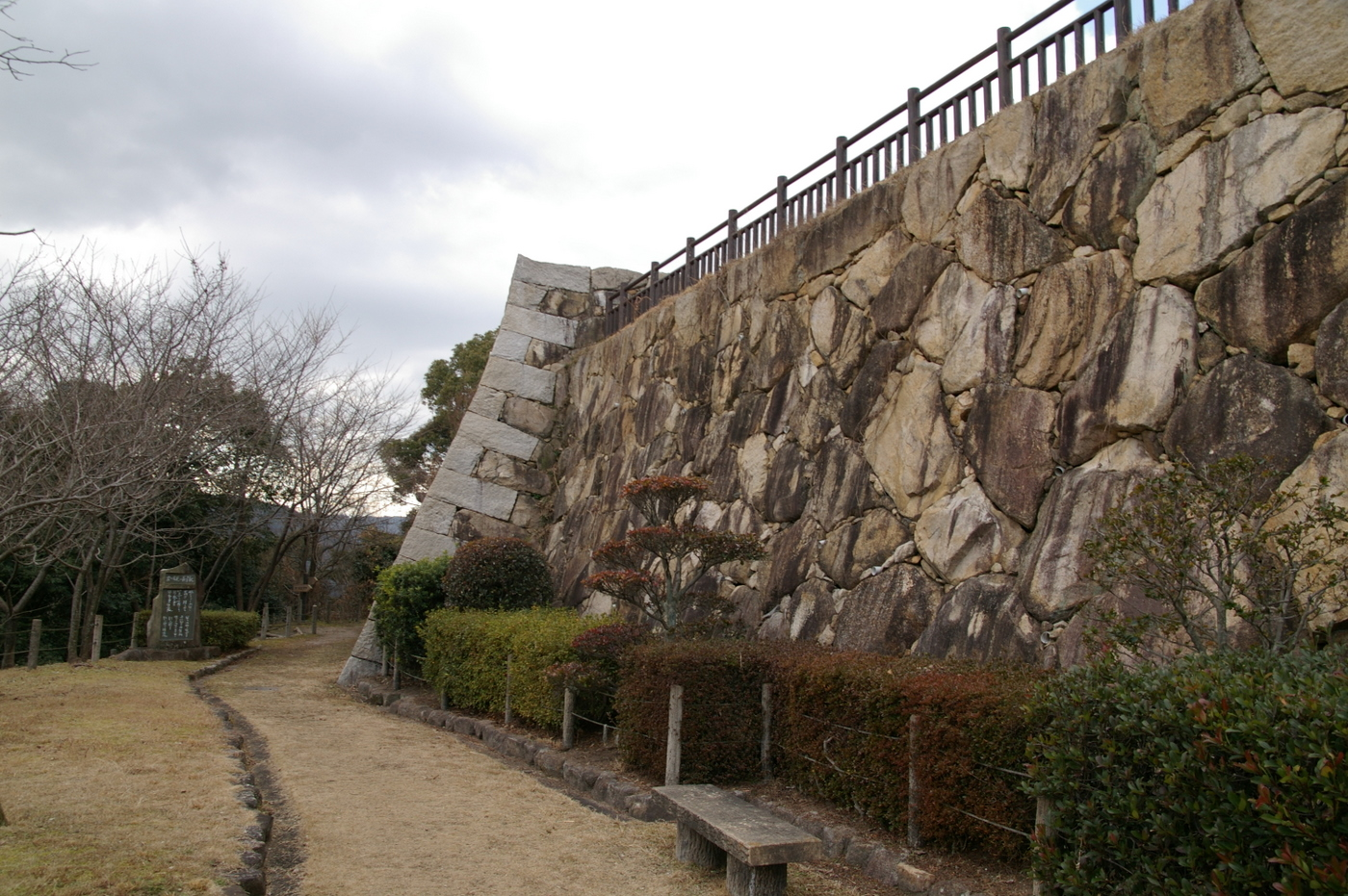
Руїни замку Камей.

Отаке розташоване в південно-західній частині префектури Хіросіма на узбережжі Внутрішнього Японського моря. Місто засноване 1 вересня 1954 року шляхом об'єднання містечок Отаке, Куба, Оґата і села Курітані.
Через Отаке, вздовж узбережжя Хіросімської затоки, проходять головна лінія залізниці JR та державний автошлях № 2. Центральна частина міста розташована у дельті річки Одзе, решта — в горах Тюґоку. В середній течії річки збудована дамба Одзе, а в нижній — дамба Ясака, найбільша гідротехнічна споруда регіону.
В північній частині міста розташована гора Мікура (702 м), яка є частиною префектурного рекреаційно-курортного парку..
Район колишнього містечка Отаке виник на основі середньовічного рибацького поселення. В 17 — 19 століттях воно розвинулося у великий населений пункт, основою господарства якого було виготовлення японського паперу. З кінця 19 століття в Отаке працювали заводи целюлозно-паперової промисловості та виробництва крейди. В часи Другої світової війни в містечку розміщувалися війська японської морської охорони. Після війни Отаке стало частиною нафтопереробного промислового району.
На противагу цьому район Куба виник на основі постоялого містечка, розташованого вздовж шляху Санйо. На території району збереглися вулиці і будинки 18 століття, а також Дім Корьо, пам'ятка культури міського значення.
Основою економіки Отаке є нафтопереробна, хімічна та целюлозно-паперова промисловість, а також рибальство. Традиційне міське ремесло — виготовлення японського паперу.
До головних старожитностей Отаке належать руїни замку Камей. Його територія перетворена на сад сакур. З фундаменту головної башти замку видніється Внутрішнє Японське море.
Станом на 1 жовтня 2007 площа міста становила 78,55 км². Станом на 1 червня 2011 населення міста становило 28 685 осіб.